# Highway (film, 2002)
Pour les articles homonymes, voir Highway.
Pour plus de détails, voir Fiche technique et Distribution.
Highway ou Déroute au Québec est un film américain écrit et réalisé par James Cox, sorti en 2002 directement en DVD.

## Synopsis
Surpris au lit avec la femme de son employeur, Jack Hayes (Jared Leto) doit quitter Las Vegas en catastrophe, entraînant avec lui son meilleur ami, Pilot Kelson (Jake Gyllenhaal). Destination : Seattle et les funérailles de Kurt Cobain. Un périple de 1 000 kilomètres ponctué de drôles de rencontres... et de multiples imprévus !

## Fiche technique
- Titre original et français : Highway
- Titre québécois : Déroute
- Réalisation : James Cox
- Scénario : Scott Rosenberg
- Production : Scott Rosenberg, Guy Riedel et Bill Bymel
- Société de production : Alex Entertainment Inc
- Pays d'origine :  États-Unis
- Format : Couleurs - 2,35:1 - Dolby Digital
- Genre : Drame et Policier
- Durée : 97 minutes
- Dates de sortie : 2002 ( États-Unis) en DVD, le film n'est jamais sorti en salle.

## Distribution
- Jared Leto (VF : Emmanuel Garijo ; VQ : Paul Sarrasin) : Jack Hayes
- Jake Gyllenhaal (VF : Alexis Tomassian ; VQ : Martin Watier) : Pilot Kelson
- Selma Blair (VQ : Valérie Gagné) : Cassie
- Jeremy Piven (VF : Jean-François Vlérick ; VQ : François L'Écuyer) : Scawldy
- John C. McGinley : Johnny the Fox
- Arden Myrin : Lucy
- Kimberley Kates : Jilly Miranda
- Mark Rolston : Burt Miranda
- Frances Sternhagen : Mrs. Murray

 Source et légende : version québécoise (VQ) sur Doublage.qc.ca